# Presles (Isère)
Presles ist eine französische Gemeinde mit 100 Einwohnern (Stand: 1. Januar 2022) im Département Isère in der Region Auvergne-Rhône-Alpes. Sie gehört zum Arrondissement Grenoble und zum Kanton Le Sud Grésivaudan. Die Einwohner werden Preslins genannt.

## Geographie
Die Gemeinde Presles liegt im Norden des Vercors-Massivs innerhalb des Regionalen Naturparks Vercors. Der 1316 m hohe Gipfel des Serre Coton ist die höchste Erhebung im Skiort Presles. Umgeben wird Presles von den Nachbargemeinden Saint-Pierre-de-Chérennes im Nordwesten und Norden, Rencurel im Osten, Choranche im Süden, Saint-André-en-Royans und Saint-Romans im Westen sowie Beauvoir-en-Royans im Westen und Nordwesten.

## Bevölkerung
| Jahr                       | 1962 | 1968 | 1975 | 1982 | 1990 | 1999 | 2010 | 2021 |
| -------------------------- | ---- | ---- | ---- | ---- | ---- | ---- | ---- | ---- |
| Einwohner                  | 132  | 106  | 77   | 76   | 96   | 89   | 99   | 97   |
| Quellen: Cassini und INSEE |      |      |      |      |      |      |      |      |

## Sehenswürdigkeiten

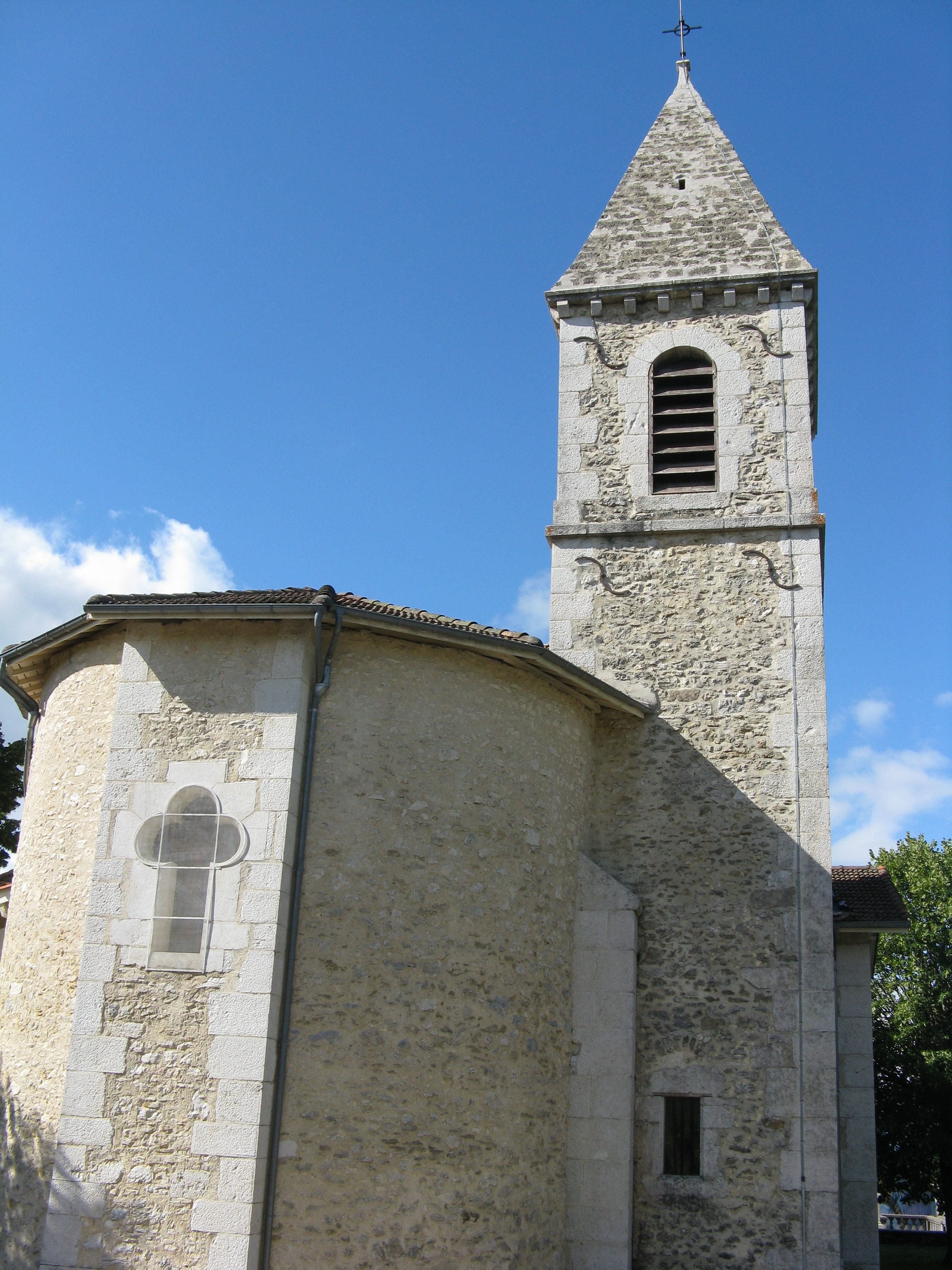
Kirche Saint-Joachim et Sainte-Anne
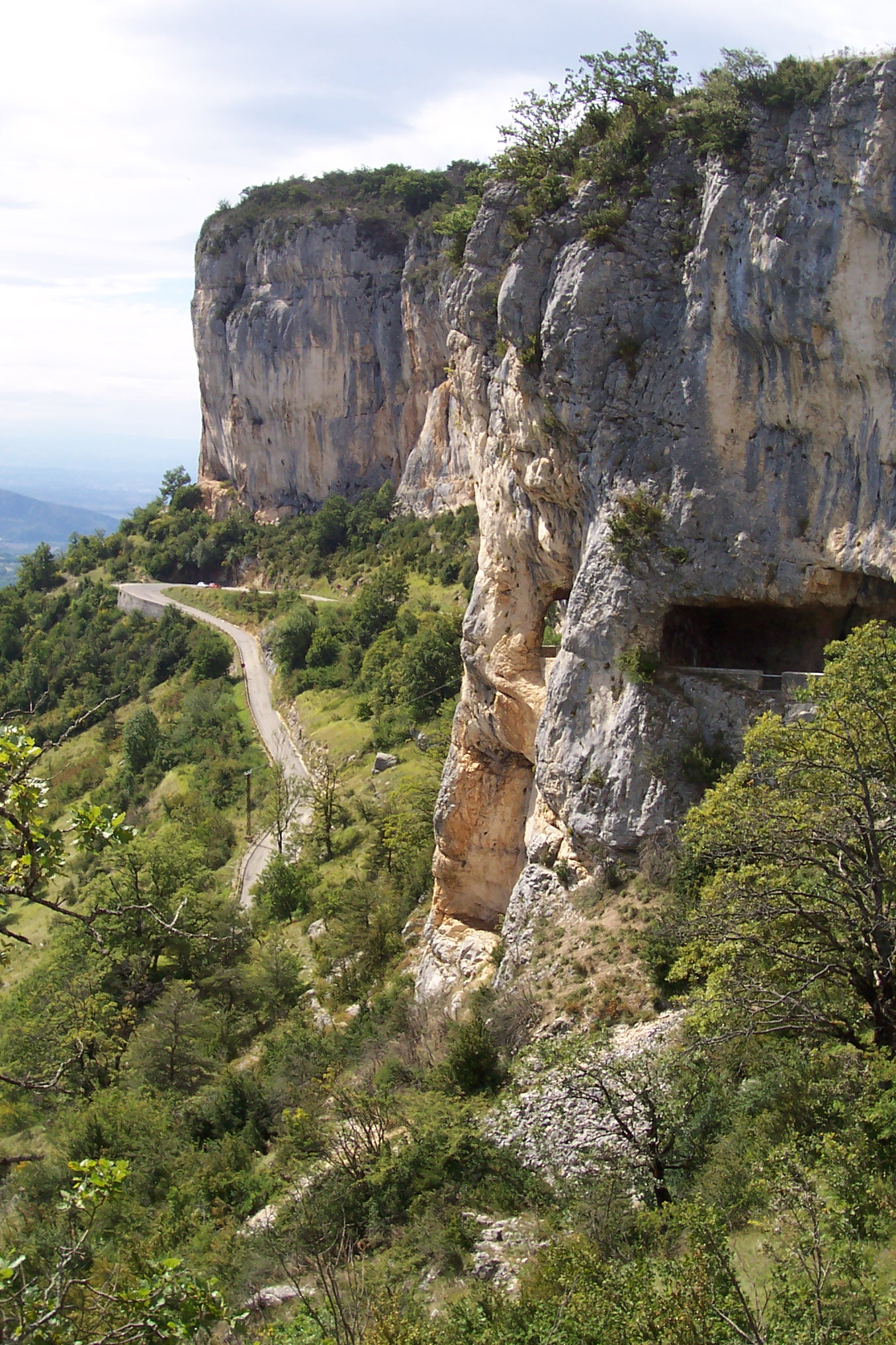
Kletterfelsen in Presles

- Kirche Saint-Joachim et Sainte-Anne
- Kletterfelsen in Presles